# 警察庁広域重要指定事件
警察庁広域重要指定事件（けいさつちょうこういきじゅうようしていじけん）とは、日本全国の警察機構が協力体制を取り、捜査に当たることを指定された事件である。

## 解説
同一犯による犯行と推定されるか、あるいはその容疑のある事件が、複数の都道府県で起きた場合、あるいは犯行件数が1件でも、捜査の過程で他の都道府県警察に協力を要請した場合が指定の対象となり、警察庁が決定をする。そのため、複数の都道府県で事件が発生していなくても指定される事件も稀に存在するが、基本的に、犯行件数が複数でも一つの都道府県内に留まると見込まれる事件であれば、指定の対象とはならない。
横須賀線電車爆破事件は一つの都道府県で発生した事件であるものの、指定の対象になったが、これは前年の山陽電鉄爆破事件と同じ「父の日」に発生しているなどの関連が疑われたためである。また、勝田清孝事件は1982年から1983年に発生した拳銃強盗事件とそれを使った強盗殺傷事件のみが指定の対象となり、それ以外の7件の強盗殺人や、300近い窃盗事件は指定の対象となっていない。勝田は2つの事件でそれぞれ死刑判決が下っている。

## 制定の歴史
- 1956年、現行の規定の前身と言える「重要被疑者特別要綱」が制定。当時は各地域の警察同士で縄張り意識が強く、広域事件発生時に連携が取れず、捜査の妨げとなるケースが多かったため、こうした事態を解決すべく発足。
- 1964年4月13日、「広域重要事件特別捜査要綱」が制定。重要被疑者特別要綱に比べ、地域間の連携や情報の統合を強化する内容になっており、これが広域重要事件を指定するための規定である。この要綱の制定には、1963年10月から1964年1月にかけて起きた西口彰事件の影響が大きいとされている[注釈 1]。
- 1974年5月8日、「広域重要捜査要綱」に移行。指定事件を「社会的反響の大きい凶悪又は特異重要の事件」に限定。
- 1981年10月12日、「準指定制度」を増設。将来指定事件に発展する可能性のある事件や、広域捜査の必要性が生じた事件に対し適用される。

## 指定事件一覧
| 指定 番号 | 指定年月日     | 事件                                    | 被害者数           | 被害金額 | 被疑者                                                       |
| --------- | -------------- | --------------------------------------- | ------------------ | -------- | ------------------------------------------------------------ |
| 101号     | 1964年5月15日  | 連続学校金庫破り事件                    |                    | 1938万円 | 懲役7年                                                      |
| 102号     | 1964年7月4日   | 連続官公庁金庫破り事件                  |                    | 1579万円 | 懲役17年6月                                                  |
| 103号     | 1964年9月19日  | 集団銀行帰り窃盗事件                    |                    | 1978万円 |                                                              |
| 104号     | 1965年1月20日  | 連続工場金庫破り事件                    |                    | 1595万円 |                                                              |
| 105号     | 1965年12月9日  | 古谷惣吉連続殺人事件                    | 8人死亡            |          | 死刑/執行済み                                                |
| 106号     | 1967年1月23日  | 混血少年連続殺人事件                    | 3人死亡            |          | 無期懲役                                                     |
| 107号     | 1968年6月17日  | 横須賀線電車爆破事件                    | 1人死亡 14人重軽傷 |          | 死刑/執行済み                                                |
| 108号     | 1968年10月18日 | 永山則夫連続射殺事件                    | 4人死亡            |          | 死刑/執行済み                                                |
| 109号     | 1970年7月29日  | 連続集団窃盗事件                        |                    | 1574万円 |                                                              |
| 110号     | 1979年12月12日 | 連続銀行強盗事件                        |                    | 4801万円 |                                                              |
| 111号     | 1980年3月30日  | 富山・長野連続女性誘拐殺人事件          | 2人死亡            |          | 1人死刑・1人無罪                                             |
| 112号     | 1982年6月24日  | 藤沢市母娘ら5人殺害事件                 | 5人死亡            |          | 死刑/執行済み                                                |
| 113号     | 1982年11月1日  | 勝田清孝事件のうち一部の事件            | 1人死亡 2人重軽傷  |          | 死刑/執行済み                                                |
| 114号     | 1984年4月12日  | グリコ・森永事件                        |                    | 不明     | 公訴時効成立により未解決事件となる                           |
| 115号     | 1984年9月5日   | 京都・大阪連続強盗殺人事件              | 2人死亡            |          | 死刑                                                         |
| 116号     | 1987年9月25日  | 赤報隊事件                              | 1人死亡 1人重傷    |          | 公訴時効成立により未解決事件となる                           |
| 117号     | 1989年8月15日  | 東京・埼玉連続幼女誘拐殺人事件          | 4人死亡            |          | 死刑/執行済み                                                |
| 118号     | 1991年6月17日  | 千葉・福島・岩手誘拐殺人事件            | 2人死亡            |          | 3人死刑（3人全員が執行前に病死）、3人無期懲役、1人公判中病死 |
| 119号     | 1991年12月30日 | スナックママ連続殺人事件                | 4人死亡            |          | 死刑/執行済み                                                |
| 120号     | 1994年2月10日  | 大阪愛犬家連続殺人事件                  | 5人死亡            |          | 死刑                                                         |
| 121号     | 1994年4月18日  | 日本・外国人集団連続強盗殺人事件        | 3人死亡            |          | 2人死刑                                                      |
| 122号     | 1995年6月12日  | 大阪連続バラバラ殺人事件                | 5人死亡            |          | 死刑/執行済み                                                |
| 123号     | 1995年7月26日  | 浦安・横浜連続殺人事件                  | 2人死亡            |          | 無期懲役                                                     |
| 124号     | 2005年12月7日  | マブチモーター社長宅殺人放火事件他2事件 | 4人死亡            |          | 2人死刑（2人とも執行前に病死）                               |

## 犯行件数が複数だが県内に留まったため指定されなかった事件
- 大久保清による連続殺人事件（群馬県警察）：1971年（昭和46年）3月 - 5月
- 連続企業爆破事件（東京都：警視庁）：1974年（昭和49年）8月 - 1975年5月
- 佐賀女性7人連続殺人事件（佐賀県警察）：1975年（昭和50年）8月 - 1989年（平成元年）1月
- 北関東連続幼女誘拐殺人事件（栃木県警察）：1979年（昭和54年）8月 - 1990年（平成2年）5月

警察では1979年・1984年・1987年・1990年（足利事件）に発生した計4件を本事件として扱っている。そのうち1979年・1984年の事件と足利事件は全て栃木県足利市で誘拐・殺害されているが、3件目である1987年の事件のみ足利市と隣接する現在の群馬県太田市で誘拐・殺害されている。
現在では4件全ての誘拐及び遺体発見現場が直線距離で40km以内であることから2県に跨って発生した連続事件であると考えられているものの、警察庁広域重要指定事件には指定されていない。これは唯一栃木県外で発生した3件目の事件が発覚した当時は東京・埼玉連続幼女誘拐殺人事件との関連が強く疑われており、先に発生した2件と繋がる連続事件と判断されなかった為である。
また本事件には含まれていないが、1996年7月7日に群馬県太田市で発生した誘拐事件（2021年時点でも被害者は行方不明であるため、失踪事件扱い）も本事件との関連が疑われている。
- 新宿歌舞伎町ラブホテル連続殺人事件（東京都：警視庁）：1981年（昭和56年）3月 - 6月
- 埼玉愛犬家連続殺人事件（埼玉県警察）：1993年（平成5年）4月 - 8月
- 本庄保険金殺人事件（埼玉県警察）：1995年（平成7年）6月 - 1999年（平成11年）5月
- 広島タクシー運転手連続殺人事件（広島県警察）：1996年（平成8年）4月 - 9月
- 北九州監禁殺人事件（福岡県警察）：1996年（平成8年） - 2002年（平成14年）3月
- 神戸連続児童殺傷事件（兵庫県警察）：1997年（平成9年）2月 - 5月
- 新宿連続強盗殺人事件 （東京都：警視庁）：1999年（平成11年）8月 - 2001年（平成13年）6月
- 福岡3女性連続強盗殺人事件（福岡県警察）：2004年（平成16年）12月 - 2005年（平成17年）1月
- 秋田児童連続殺害事件（秋田県警察）：2006年（平成18年）4月 - 5月
- 鳥取連続不審死事件（鳥取県警察）：2009年（平成21年）4月 - 10月
- 黒子のバスケ脅迫事件（東京都：警視庁）：2012年（平成24年）12月 - 2013年（平成25年）12月
- 熊谷連続殺人事件（埼玉県警察）：2015年（平成27年）9月
- 山梨連続強盗殺人事件（山梨県警察）：2016年（平成28年）8月 - 2017年（平成29年）4月
- 座間9人殺害事件（東京都：警視庁）：2017年（平成29年）8月 - 10月